# Потенціал (тиск) ґрунтової вологи
Потенціал (тиск) ґрунтової вологи (позначення: Ψ або P) — корисна робота на одиницю кількості води, яку необхідно здійснити, щоб перемістити оборотно і ізотермічно нескінченно малу кількість чистої води з певної висоти щодо рівня моря в точку ґрунтової товщі при незмінному зовнішньому тиску. Має розмірність дж/кг, проте, враховуючи, що джоуль дорівнює Ньютону помноженому на метр, а густина води одинична, в результаті скорочення отримаємо Н/м2 0,001, тобто 1000 Па (розмірність тиску). Тому потенціал ґрунтової вологи може розглядатися як її тиск і визначається в такому випадку, як зменшення тиску, виміряне щодо вільної чистої води, причиною якого є капілярні сили, що розклинює тиск між ґрунтовими частинками, осмотичні явища, гравітація та тиск вищих шарів ґрунту чи атмосфери. Внаслідок цього зменшення тиску ґрунт має здатність втягувати воду і утримувати її. Розрізняють як повний потенціал (тиск), так і його складові із зазначених причин виникнення.
Різниця потенціалів (тисків) ґрунтової вологи визначає, чи буде вода рухатися з однієї точки в іншу. Потенціал вільної чистої води прийнято за 0.
Вимірюється тензіометром.

## Інтернет-ресурси
- Chapter 2. Soil-water Potential: Concepts and Measurement (PDF).